# ماري هولاند (ممثلة)
ماري هولاند (بالإنجليزية: Mary Holland)‏ هي ممثلة أمريكية، ولدت في 24 يونيو 1985 في جالاكس في الولايات المتحدة.

## وصلات خارجية
- ماري هولاند (ممثلة) على موقع IMDb (الإنجليزية)
- ماري هولاند (ممثلة) على موقع ميوزك برينز (الإنجليزية)
- ماري هولاند (ممثلة) على موقع قاعدة بيانات الفيلم (الإنجليزية)